# Brefotrofio e orfanotrofi del vicentino
A Vicenza il brefotrofio, cioè l'istituto che accoglieva e allevava i neonati e gli infanti definitivamente o temporaneamente abbandonati, fu dal XV a tutto il XVII secolo presso l'Ospedale di San Marcello e dal XIX alla seconda metà del XX secolo presso l'ex monastero di San Rocco.
Gli orfanotrofi invece, cioè le strutture di accoglienza degli orfani e di altri minori senza famiglia, furono diversi e cambiarono di sede nel tempo.

## Il brefotrofio
Come dappertutto, anche nel territorio vicentino il problema degli infanti abbandonati, o perché non voluti o perché chi li aveva messi al mondo non era in grado di mantenerli, è da sempre esistito; la risposta al problema fu, per secoli, la loro soppressione o il commercio o la carità individuale di qualcuno disposto ad accoglierli.
A Vicenza, per trovare qualche soluzione a questa piaga sociale bisogna attendere l'età moderna, durante l'età della Repubblica di Venezia, un periodo caratterizzato da relative stabilità e pace sociale e da un certo benessere, almeno per la città e per l'aristocrazia che la governava. Nonostante questi aspetti positivi, il fenomeno dell'abbandono non diminuì ed anzi, nel tempo, sembrò aumentare. Per quanto riguarda le famiglie nobili, l'abbandono degli illegittimi - e dei numerosi figli nati a causa delle avventure con la servitù - fu un elemento essenziale per conservare il decoro e il patrimonio familiare. Per quanto riguarda invece le classi più umili, le cause dell'affidamento, definitivo o temporaneo, alla pubblica carità furono la povertà, le carestie e le epidemie: era preferibile la tenue speranza di una sopravvivenza in istituto, rispetto alla drammatica certezza di una morte in famiglia.

### La Casa degli Esposti a San Marcello durante la Repubblica Veneta

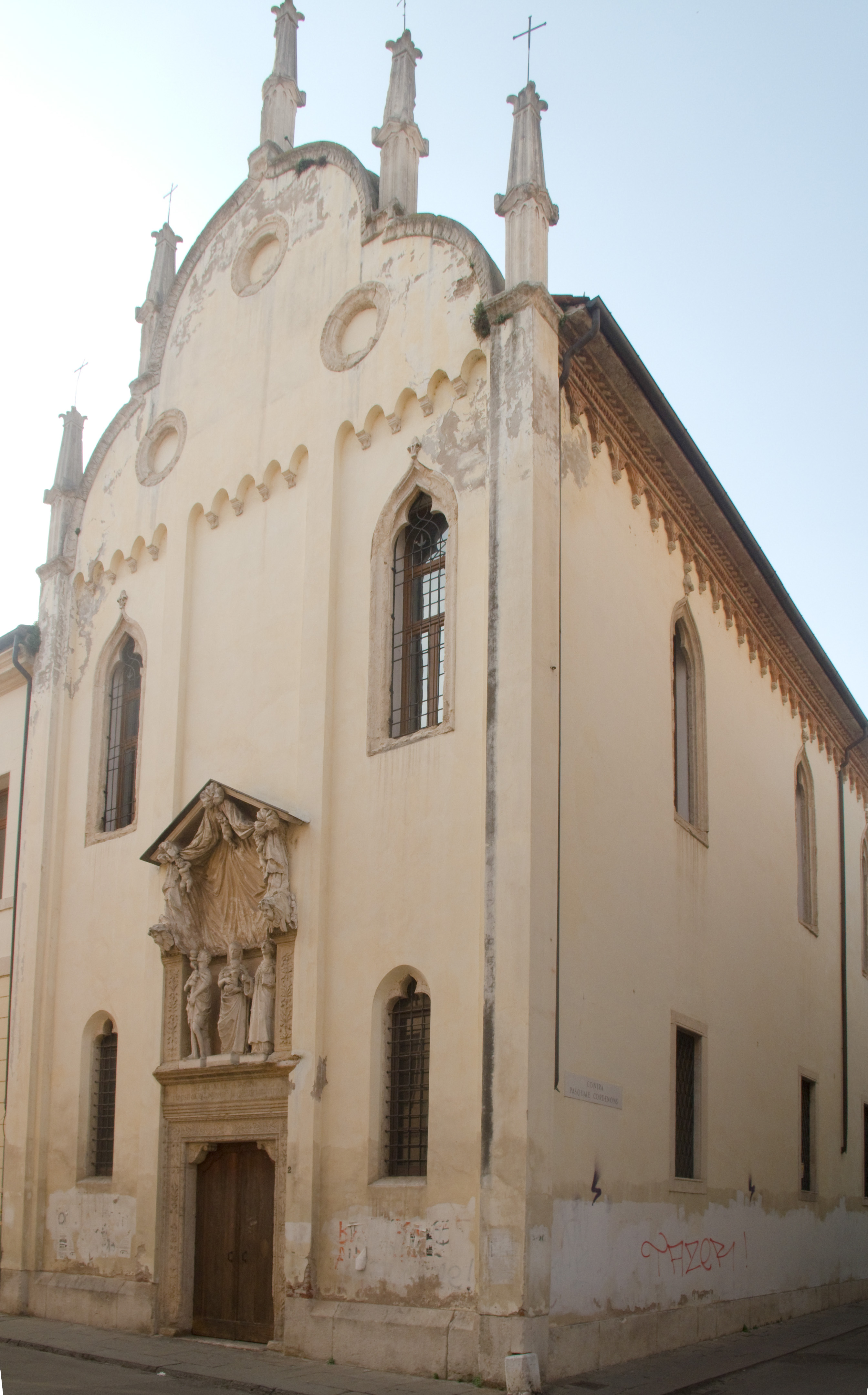
Ospedale di Santa Maria e Cristoforo (San Marcello) - portale fianco sud

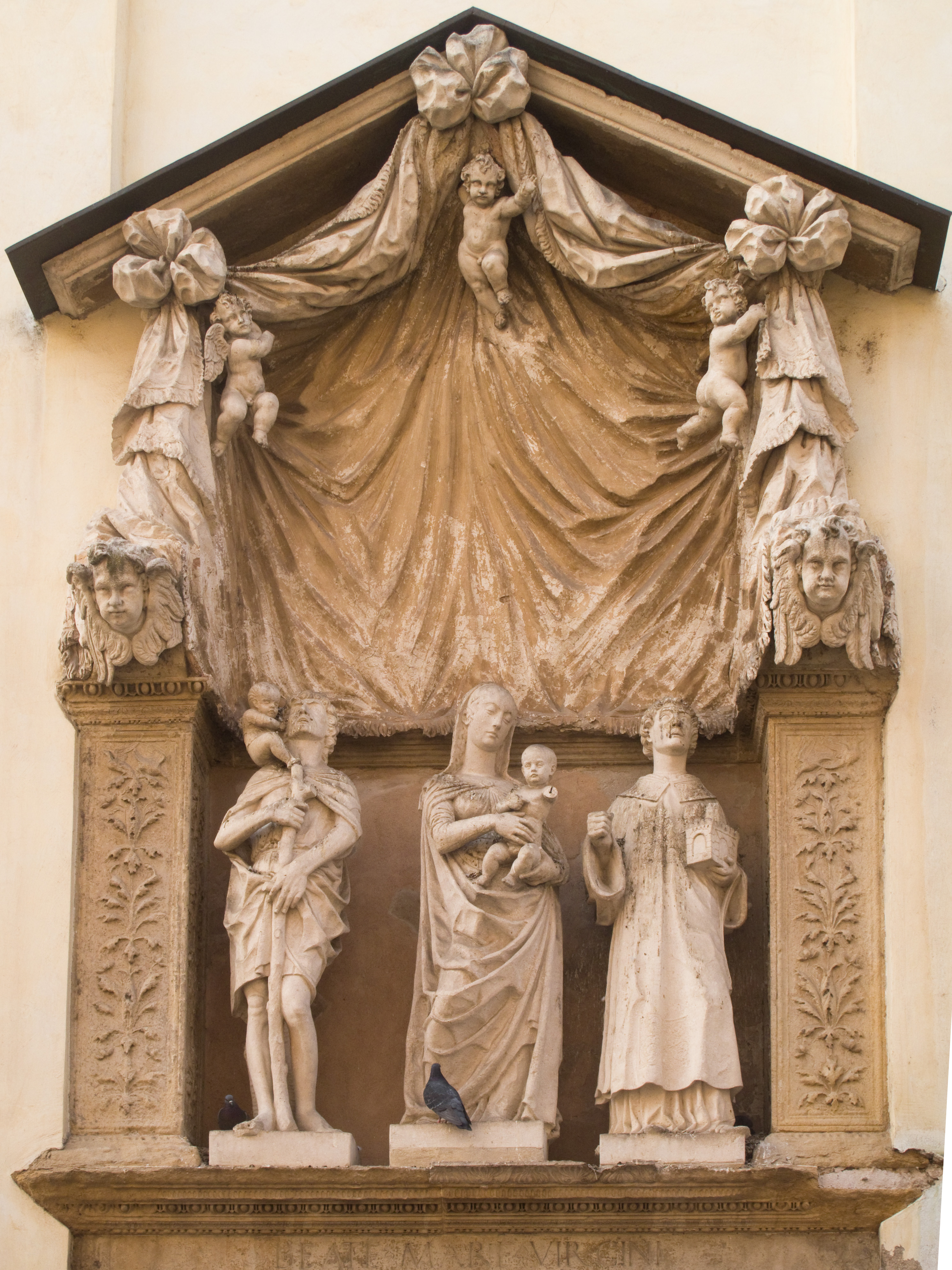
Ospedale di Santa Maria e Cristoforo (San Marcello) - edicola fianco sud

A Vicenza, presso l'ospedale di San Marcello - sostenuto con notevoli elargizioni dalla famiglia Porto che ne aveva il giuspatronato e gestito dalla fraglia dei Battuti - fin dalla metà del XV secolo si ha notizia che venivano accolti numerosi infanti abbandonati. Nel 1466 ammontavano a circa un centinaio, di cui quaranta presso l'ospedale e una sessantina presso nutrici esterne; due anni dopo papa Paolo II concedeva una speciale indulgenza a tutti coloro che avessero aiutato uno dei neonati accolti e nutriti in questo ospedale, che ormai era diventato in partibus illis celebre et famosum.
Il problema, oltre che sociale, era economico perché, nonostante le donazioni e i numerosi lasciti da parte delle famiglie nobili - molti dei quali probabilmente intesi a tacitare colpevoli coscienze - i costi di gestione erano ingenti. Nel 1484 gli amministratori dell'ospedale erano allarmati per la moltitudine degli fantolini là expositi, dato che la spesa per il loro sostentamento sopravanza l'intrà per la metà. Diverse erano le cause di queste difficoltà economiche: soprattutto il fatto che chi amministrava i beni immobili dell'istituto risultava speso moroso nel versamento delle rendite.
A partire dal 1530 l'ospedale di San Marcello si era specializzato nell'accoglienza solo di bambini esposti o illegittimi, assumendo la denominazione di Casa degli Esposti, cioè dei figli spurii affine di evitare gli infanticidi che a quanto sembra eransi moltiplicati. Oltre ai figli illegittimi dei nobili venivano affidati all'ospedale anche figli legittimi di famiglie estremamente povere che speravano di poterseli riprendere in tempi un po' più favorevoli; fu creato un apposito registro segreto nel quale venivano descritti i segni di riconoscimento e il luogo in cui venivano dati a balia: la restituzione poteva avvenire soltanto dopo aver pagato le spese per il mantenimento.
Nella seconda metà del Cinquecento, quello economico era divenuto il problema principale e assillante; nella Casa degli Esposti veniva accolta una media di 250 infanti ogni anno. Le balie contadine, cui essi venivano affidati, erano pagate troppo poco e cercavano quindi di ottenere più bambini di quanti potessero allattare, con la conseguenza che aumentava notevolmente la mortalità per denutrizione. Durante la sua visita pastorale a Vicenza nel 1584, il cardinale Agostino Valier sollecitava a proveder in qualche modo che li poveri orfanelli lattanti non muorano da fame come fanno continuamente. D'altronde all'abbattimento del numero degli assistiti, interni ed esterni, provvedevano le frequenti epidemie, l'ultima delle quali - la peste del 1630 - lo azzerò quasi del tutto. Ma anche in tempi normali la mortalità era altissima: dagli archivi comunali risulta che nel triennio 1666-68, essa variò dal 92,5% e il 97,7%; e questo spiega perché all'interno dell'istituto vi fossero solo 20-30 bambini e all'esterno poco più di un centinaio.
Solo nella seconda metà del Seicento i magistrati della Repubblica di Venezia - I sindaci e gli inquisitori di terraferma vedendo, in causa di inconvenienti gravissimi, convertirsi l'ospitale di San Marcello in loco di sagrificio di innocenti anziché ricovero di fanciulli, essendo di duemila e più creature capitate in esso nei decorsi nove o dieci anni appena sette sopravvissute ed allevate, infelicemente perite l'altre - che fino a quel momento si erano limitati a concedere soltanto esoneri da imposte sulle proprietà immobiliari dell'istituto, intervennero per tentare di migliorarne l'amministrazione e di racimolare maggiori entrate.
La mortalità però restò altissima anche nel Settecento, intorno a una media dell'83% sul totale dei bambini accolti, rispetto al 30% circa della mortalità infantile di quel tempo e questi interventi delle autorità sia veneziane che locali, sia di controllo che di contribuzione, si moltiplicarono. Nel 1716 furono istituiti i verbali delle esposizioni o libri Ruota; essi prendevano il nome della ruota degli esposti, che consisteva in un cilindro di legno con una cavità, nella quale chi intendeva abbandonare il neonato lo poteva lasciare senza essere visto; poi, ruotando su di un perno, il cilindro faceva entrare l'infante all'interno dell'istituto. A San Marcello, oltre alla ruota vi erano altri due punti di accesso, la porta dei carri e la porta del campanello, dove la consegna del bambino non era coperta dall'anonimato.
L'ospedale non poteva accettare infanti provenienti da località al di fuori del territorio vicentino, oppure quelli che presentavano già i dentini; nel registro venivano accuratamente descritti anche tutti quei segni, come bigliettini o vestiario, che avrebbero potuto portare in seguito all'identificazione del bambino. Veniva data importanza anche all'attestazione dell'avvenuto battesimo, che altrimenti veniva somministrato nella chiesa cattedrale. Nel registro, accanto a queste indicazioni, venivano registrati anche i fatti successivi: l'affidamento a balia esterna, oppure la consegna "da pane" cioè l'affidamento di un bambino più grandicello ad una famiglia contadina che lo accoglieva "a pensione" o, infine il segno della croce per indicarne il decesso.
Se nel corso della prima metà del Settecento il numero di bambini esposti sembrò diminuire (la media annua dei 130-140 degli anni venti quasi si era dimezzata verso il 1750), durante la seconda metà riprese gradualmente e costantemente a salire, portandosi verso la fine del secolo intorno alle 200 accoglienze annue.
Nel 1806, durante il regno d'Italia sotto l'impero francese, un decreto riformò il sistema assistenziale, riunendo tutti gli ospedali e gli istituti della città nella Congregazione di Carità; tra essi era compreso il brefotrofio, che fu trasferito negli ambienti del monastero di san Rocco, appena svuotato dalle teresine, le carmelitane calzate che vivevano lì da oltre un secolo.

### L'Ospizio degli Infanti Abbandonati a San Rocco nell'Ottocento

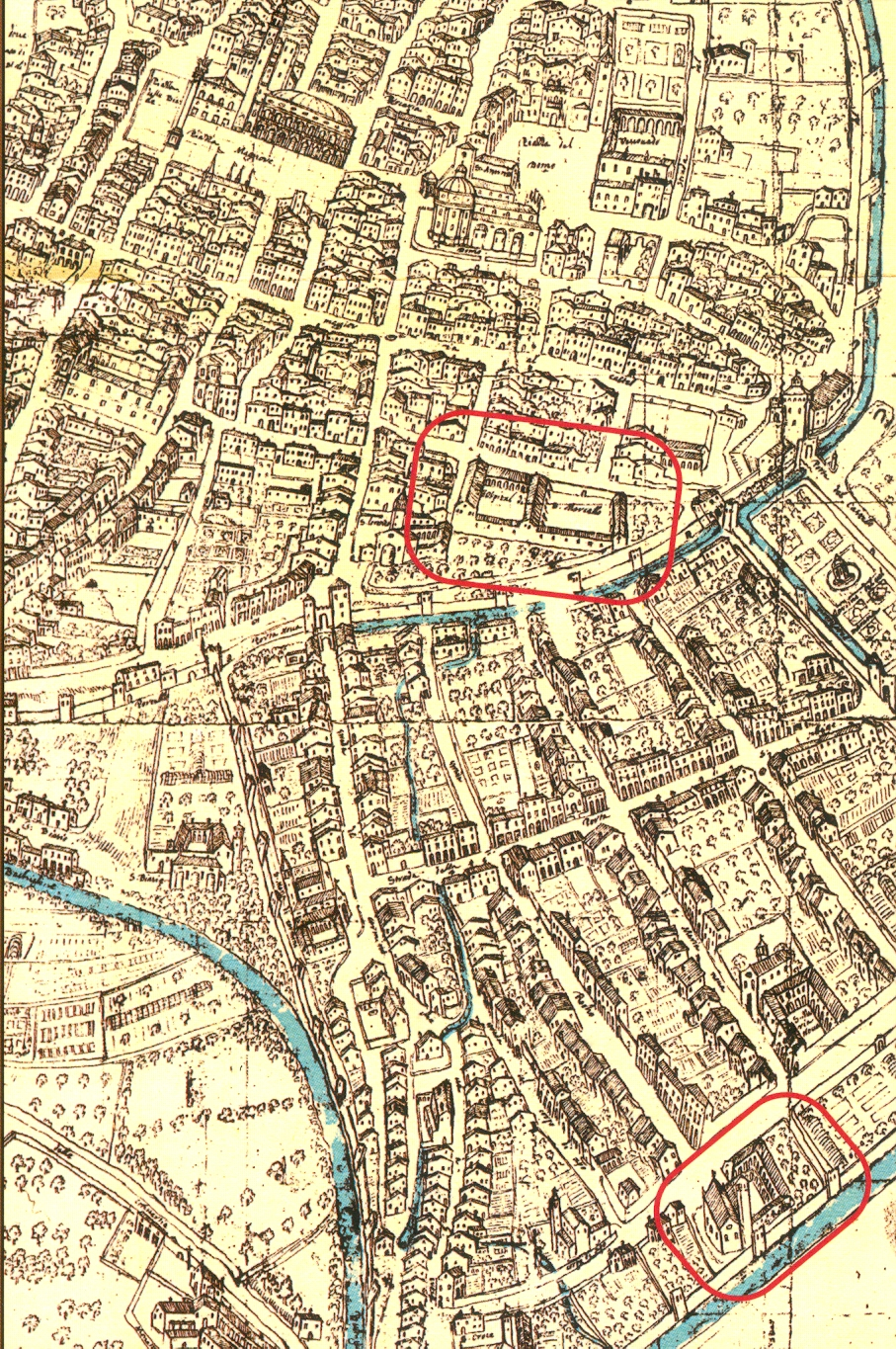
Pianta Angelica del 1580, particolare (sono evidenziati l’ospedale di san Marcello, in alto, e, in basso, il complesso di san Rocco)

Il trasferimento a San Rocco fu determinato dall'esigenza di avere spazi più ampi e confortevoli, visto che si era consolidato l'aumento del numero degli infanti abbandonati, ma anche dal fatto che l'ex-monastero era posto nel borgo di Porta Nova, una parte della città meno in vista, che consentiva così una maggior libertà di portare alla ruota, in condizioni di anonimato, un bambino indesiderato per affidarlo alla "civica pietà".
Con il passaggio sotto il Regno Lombardo Veneto la Casa degli Esposti ricevette una nuova regolamentazione: era una delle quattro case centrali del Veneto e ad essa confluivano le ricevitorie di Bassano, Schio e Orgiano; la competenza sull'amministrazione di queste case - e sul ripianamento del deficit di bilancio - passò dapprima al governo del Regno e poi, nel 1854, alla Congregazione centrale veneta. Nel 1836 la Casa si era data un primo statuto che prevedeva, tra l'altro, la direzione di un dottore in medicina. Verso la metà del secolo vi entrarono in servizio le suore dorotee, per svolgere funzioni di assistenza, educazione e istruzione.
Sull'amministrazione del "luogo pio" gravavano imponenti problemi per garantire, o quanto meno tentare di garantire, la sopravvivenza dei neonati. Per questo, oltre agli appelli delle pubbliche autorità e del vescovo alle donne di Vicenza perché si rendessero disponibili ad allattare i bambini abbandonati, si incrementò la soluzione del baliatico, cioè l'affidamento dei bambini a famiglie disponibili a nutrirli e ad accudirli dietro modico compenso, detto "bollettone" per la balia e "pensione" per la famiglia che continuava ad accogliere il bambino ormai svezzato; sistema questo che abbassò di molto la mortalità degli infanti dati all'esterno rispetto a quelli che rimanevano all'interno dell'istituto, anche se frequentissimi erano gli incidenti che, per trascuratezza, portavano a morte presso la famiglia affidataria.

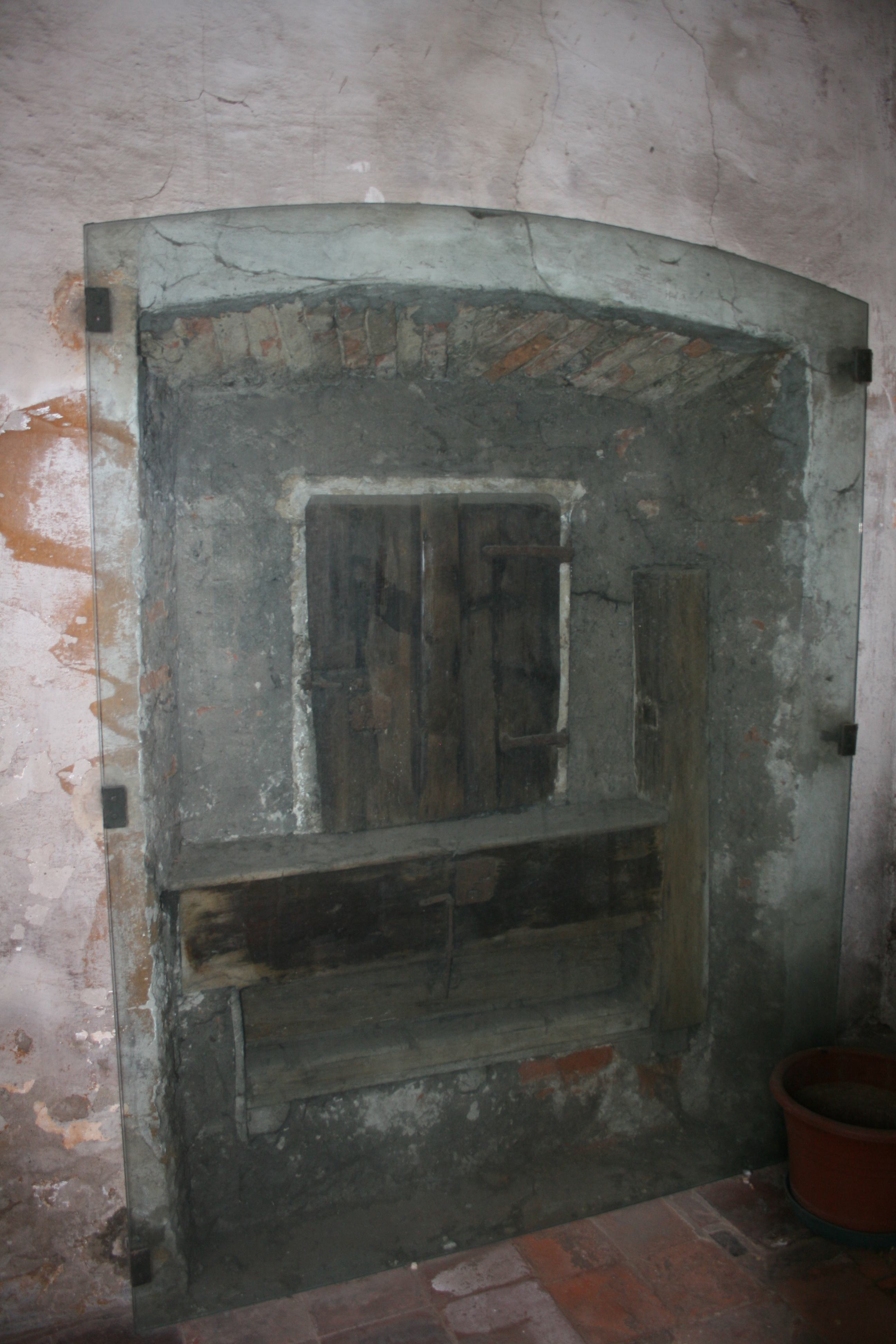
Ruota degli esposti, vista dalla parte del chiostro.

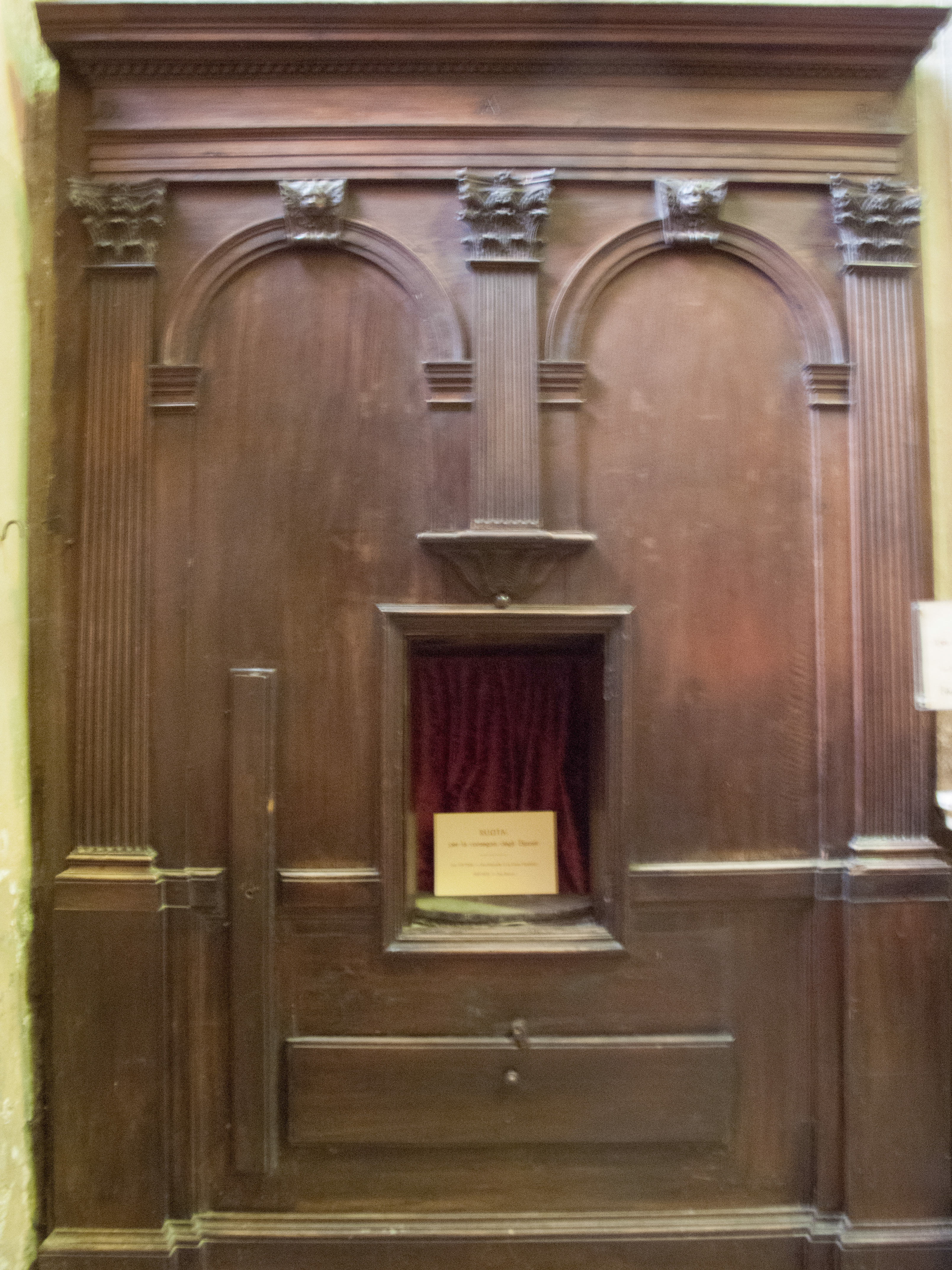
Ruota degli esposti, vista dall'interno della chiesa

Un problema da risolvere era anche quello dell'identità dei bambini abbandonati. Sia il codice napoleonico che quello austriaco vietavano espressamente le indagini sulla paternità e anche in seguito il codice civile del Regno d'Italia, seppure un po' più possibilista, si tenne sulla stessa linea. Così era l'ufficiale di stato civile ad inventare per il bambino un nome e cognome, evitando quelli che ne lasciassero sospettare l'origine.
Con l'annessione al regno d'Italia mutò anche la struttura amministrativa e l'istituto ottenne i sussidi dell'Amministrazione provinciale; nel 1867, con l'entrata in vigore del nuovo statuto, la Casa mutò il nome in quello di Ospizio degli Infanti Abbandonati. Seguì un periodo in cui si evidenziarono ancora una volta sia problemi economici che di carattere sanitario per cui, verso la fine del secolo, l'orientamento fu quello di "ridurre i locali del brefotrofio a puro asilo di cura o ricovero dei bambini che non possono per alcune speciali ragioni esitarsi all'esterno", come pure quello di aumentare i sussidi alle madri che tenevano il bambino a domicilio e di ricorrere sempre di più al baliatico esterno.

### I tentativi di reinserimento nella società
L'istituto si faceva carico degli esposti, se maschi fino al compimento del 12º anno di età, se femmine del 14°; gli inabili al lavoro per deformità croniche potevano rimanere rispettivamente fino a 16 e 18 anni. Diverse relazioni sanitarie riferiscono comunque della frequente presenza di deficienze fisiche, nervose e psichiche, oltre che di scarso rendimento negli studi e nei mestieri e talora della necessità di ricovero in ospedale o in altri istituti di cura o di custodia.

#### Il Conservatorio Checozzi
A fine Settecento, quando ancora gli esposti erano nella Casa di San Marcello, era avvertito il problema del loro reinserimento nella vita civile, presupposto del quale erano un'adeguata istruzione e formazione professionale. Mentre per le fanciulle - cui a quel tempo non si pensava a una vita diversa da quella di donna di casa - esistevano alcune iniziative benefiche come il Soccorsetto, l'Ospizio delle Zitelle e le fondazioni di "grazie dotali", i maschi, appena raggiunta l'età di 12 anni prevista per la dimissione, venivano in genere affidati a qualche bottega artigiana o mandati in campagna dove però erano spesso esposti allo sfruttamento da parte della famiglia contadina o dei padroni.
Fu così che nel 1778 la nobildonna Alba Catterina Checozzi dispose mediante testamento, che con le rendite del suo patrimonio si mantenessero ed educassero i fanciulli maschi dello spedale di S. Maria e di S. Cristoforo presso S. Marcello, i quali, per le tenui rendite del medesimo spedale restano necessariamente abbandonati dalla Provvidenza in età troppo tenera, sortiti appena, per dir così, dalla culla con quelle miserabili conseguenze che sono notorie. Per raggiungere questo scopo, con i fondi messi a disposizione vennero acquistati i locali del soppresso convento di San Michele e trasformati in una fabbrica di panni - facendo così rifiorire a Vicenza un'antica e prestigiosa tradizione tessile - dove gli esposti, che avrebbero continuato ad abitare a San Rocco, avrebbero potuto essere addestrati a lavorare fino all'età di 21 anni.
Tuttavia l'impresa fallì, incapace di produrre utili a motivo delle notevoli spese di gestione e della difficoltà di trovare adeguate maestranze per l'addestramento dei ragazzi. Anche quando, nel 1837, il Conservatorio Checozzi venne trasferito all'interno del complesso di San Rocco per gestire laboratori di falegnameria, calzoleria e sartoria, soprattutto per un'errata scelta degli istruttori la decisione non sortì gli effetti sperati.
A questo punto il direttore del Conservatorio attuò una politica che mirava alla riduzione degli apprendisti, che vennero sistematicamente affidati a capi mastri, a capi di bottega o a famiglie rurali o addirittura alla Regia Marina di Venezia, abbandonandoli così al loro destino. I pochi che rimasero a San Rocco per difficoltà di carattere sanitario o psichico continuarono come poterono le loro attività, creando spesso non pochi problemi di carattere disciplinare alla gestione dell'istituto.
La vita del Conservatorio era così segnata e, poiché la testatrice aveva previsto che, in caso di mancato adempimento del suo progetto, il suo patrimonio sarebbe stato devoluto ad altri luoghi pii della città, nel 1875 la Congregazione di Carità pretese dall'amministrazione del San Rocco la corresponsione di 75.000 lire, un debito che, in aggiunta alle passività accumulate nell'opificio, segnò la fine dell'istituzione.

#### L'Istituto "Don Francesco Novello"
Nel 1833 la Casa degli Esposti, per mancanza di fondi, decise di dimettere una cinquantina di fanciulle che avevano compiuto il 14º anno di età, mettendole praticamente sulla strada senza i mezzi per vivere ed esponendole così al pericolo di sfruttamento. Fu allora che don Francesco Novello, assistente spirituale del brefotrofio e rettore della chiesa di San Rocco, fondò a proprie spese un istituto privato per accogliere le infelici ed offrir loro un ambiente familiare in cui venissero fornite l'educazione e l'istruzione necessarie per affrontare dignitosamente la vita.
La sede fu trovata in un'area adiacente alla chiesa di San Rocco e, per l'assistenza e l'educazione delle ospiti, furono chiamate alcune esperte maestre alle quali, dal 1956, subentrarono tre suore dorotee; l'istitutò continuò a vivere sostenuto da numerose donazioni e lasciti affidati al fondatore e ai sacerdoti che gli succedettero nella direzione.
Le ospiti assistite poterono così dedicarsi, sotto la guida di istitutrici esperte, a lavori di ricamo o di confezione di arredi liturgici. Durante la prima e la seconda guerra mondiale conobbero l'esperienza dello sfollamento in sedi provvisorie e precarie e talvolta anche la penuria di adeguati mezzi di sostentamento.

### L'Ospizio e l'IPAI a San Rocco nel Novecento

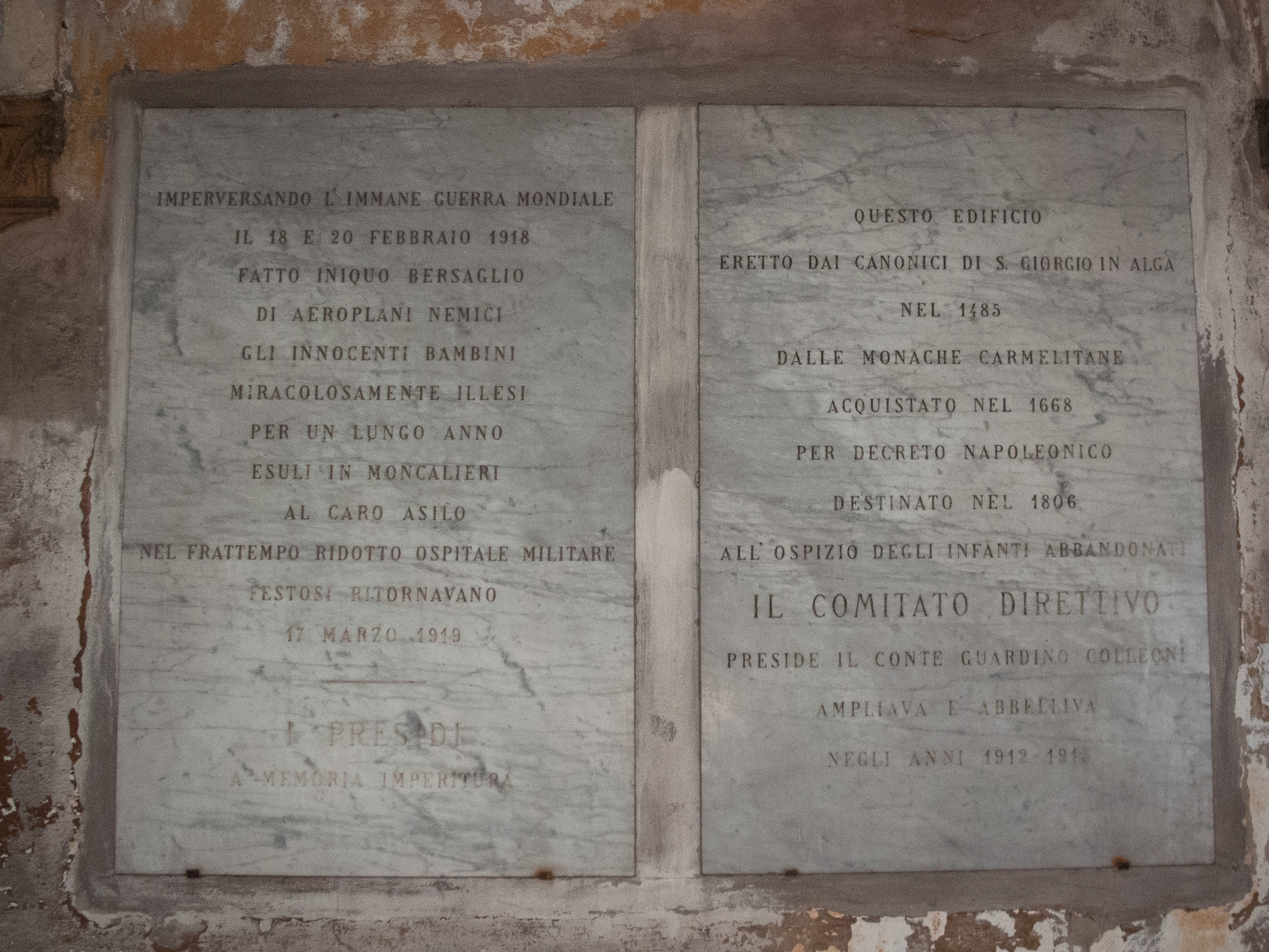
Lapidi commemorative di eventi

Nel primo decennio del Novecento la situazione del brefotrofio non era cambiata: la media delle accoglienze era intorno alle 200 l'anno, la mortalità restava altissima, sia per la debolezza costituzionale e le infermità congenite degli infanti abbandonati che per l'impossibilità di provvedere adeguatamente - con gli strumenti del tempo - a nutrire i bambini e ad impedire la diffusione dei contagi.
L'affidamento all'esterno era diventato la regola, anche se di frequente i controlli evidenziavano casi di abuso da parte delle famiglie che accettavano il baliatico o l'affidamento solo per poterne trarre un modesto reddito, trascurando invece le condizioni igieniche o anche l'istruzione del fanciullo. Stava però prendendo piede un fenomeno che interessava il 25% circa degli esposti, e cioè il riconoscimento dei lattanti da parte delle madri che prima li avevano abbandonati, allo scopo di ricevere il sussidio per l'allattamento, fenomeno che nei periodi successivi sarebbe diventato sempre più abituale.
Nel secondo decennio del secolo l'istituto vide una continua trasformazione e miglioramento assistenziale: fu acquistata una incubatrice per i neonati, venne realizzato l'impianto di acqua calda, creata un'infermeria e locali per l'isolamento degli infettivi, si cominciò a mandare i trovatelli in soggiorni montani o marini. Anche San Rocco subì le conseguenze della guerra: nel 1918 fu requisito dall'autorità militare e utilizzato come ospedale da campo; fu anche danneggiato da un bombardamento ma, nel frattempo, i bambini erano stati trasferiti ad un altro istituto a Moncalieri.
Nel 1917 l'amministrazione dell'Ospizio prese l'importante decisione di non accettare più incondizionatamente gli illegittimi, se non in casi eccezionali; la madre avrebbe dovuto consegnare di persona il bambino e avrebbe ricevuto il sussidio per l'allattamento soltanto se lo avesse riconosciuto o si fosse impegnata ad allattarlo per almeno sei mesi; questa nuova regolamentazione eliminava la figura giuridica dell'esposto, sostituendola con quella dell'illegittimo assistito; i casi di riconoscimento passarono così in pochi anni dal 30% all'80%. Con questo sistema - e anche per le migliorate condizioni igienico-sanitarie - il tasso di mortalità si abbatté radicalmente, portandosi al di sotto del 10%.
Dopo che, nel dicembre 1925, fu istituita l'ONMI (Opera Nazionale Maternità e Infanzia) le relazioni sull'istituto di Vicenza lo citano come esempio di buona assistenza, dotato di personale professionale specializzato, di attrezzature sanitarie adeguate e di ambienti anche per attività ricreative. L'ONMI, oltre a svolgere funzioni di controllo, concorreva per un terzo alle spese di assistenza e forniva sussidi per libri e materiale didattico.

Galleria di immagini dei primi anni venti
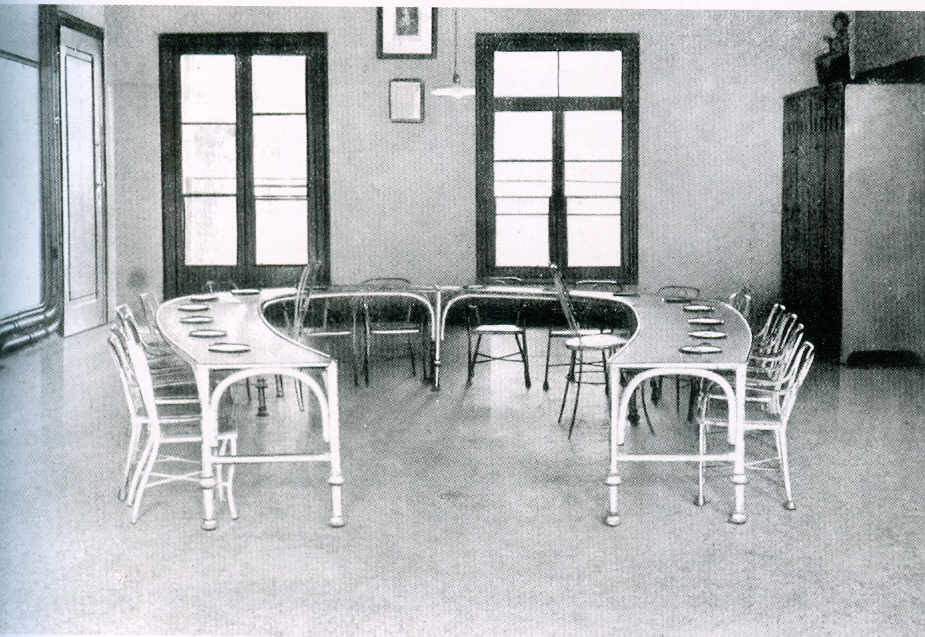
Refettorio reparto divezzi
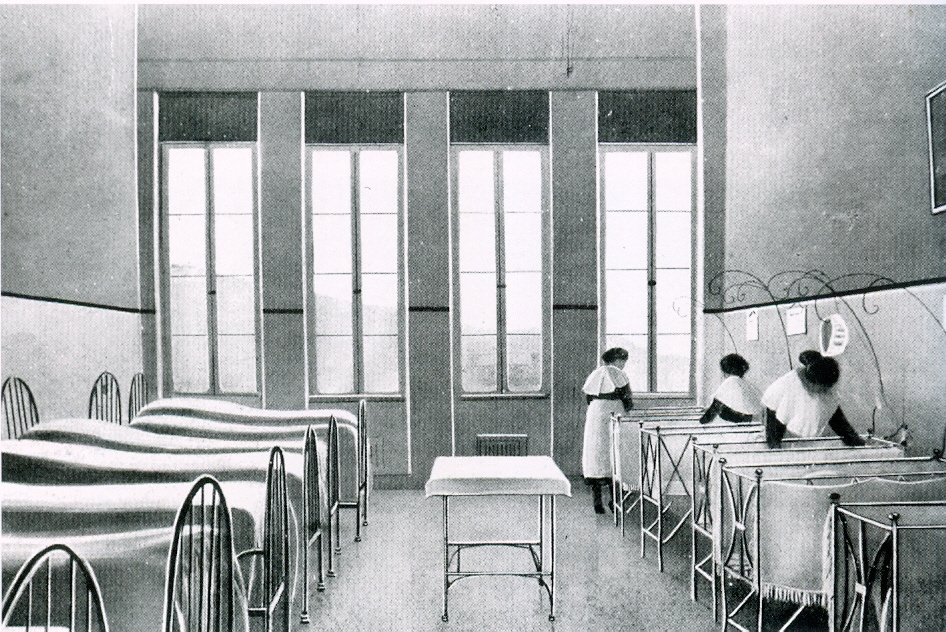
Dormitorio reparto lattanti
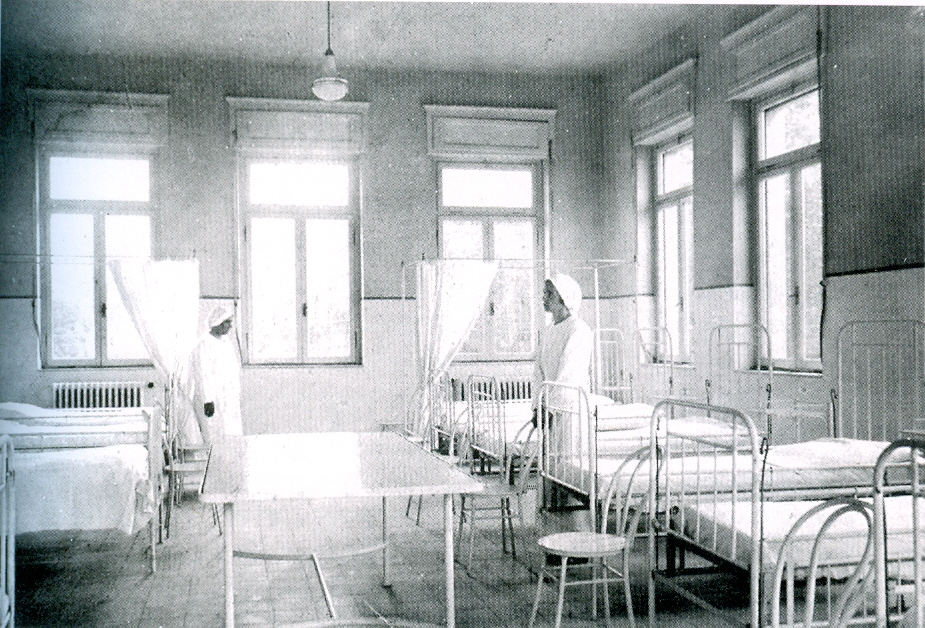
Dormitorio reparto isolamento
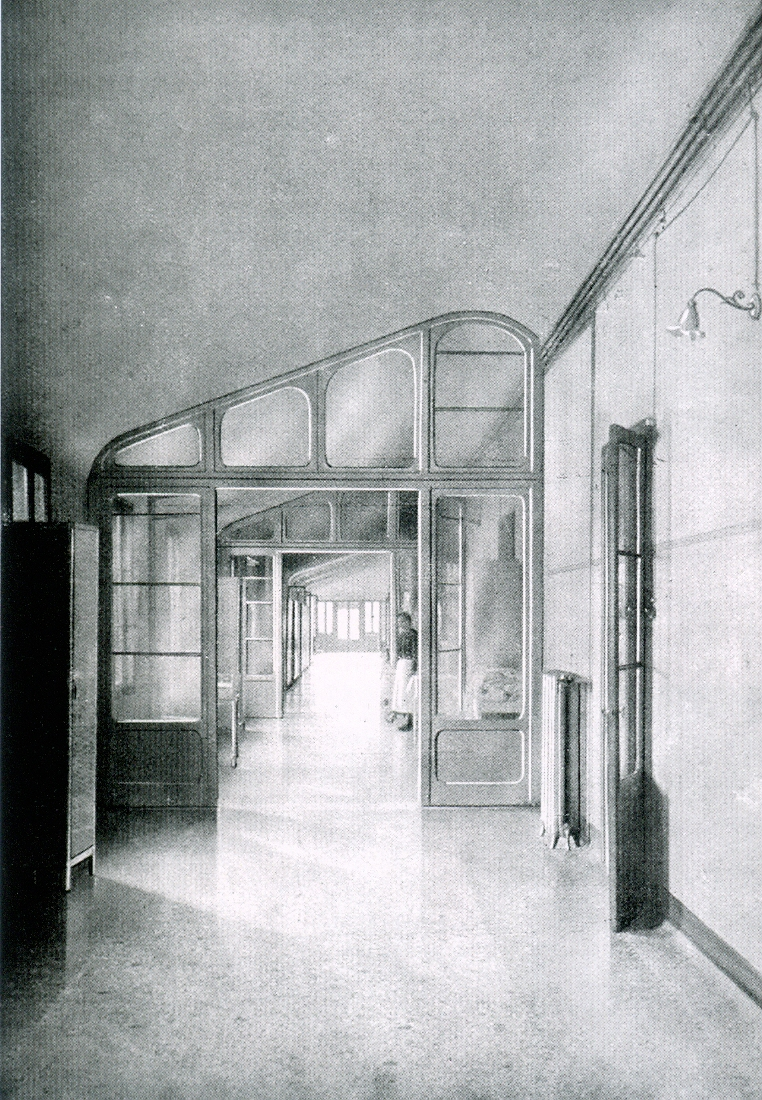
Corridoio accesso sale reparti lattanti
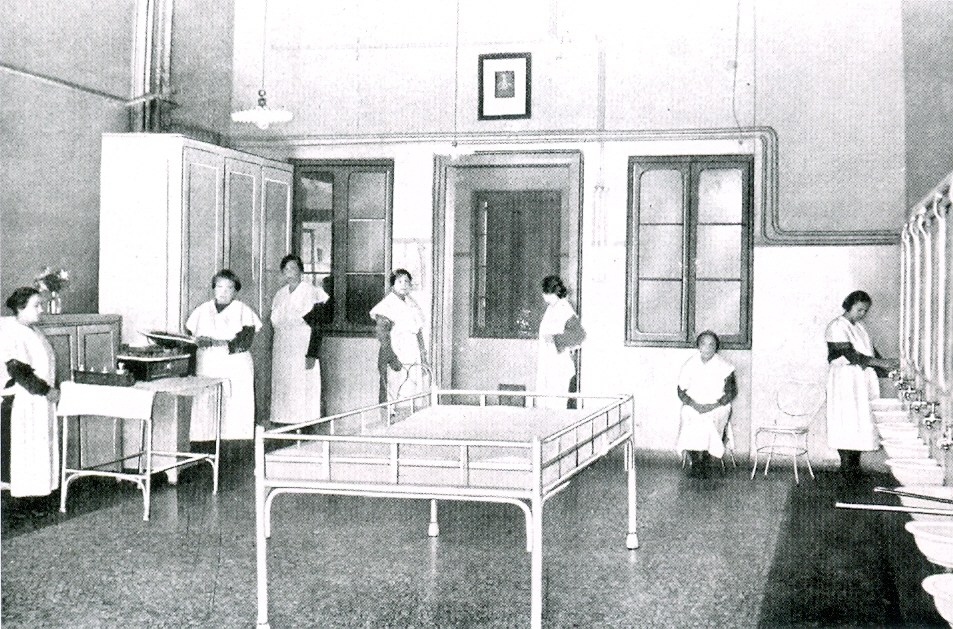
Sala allattamento
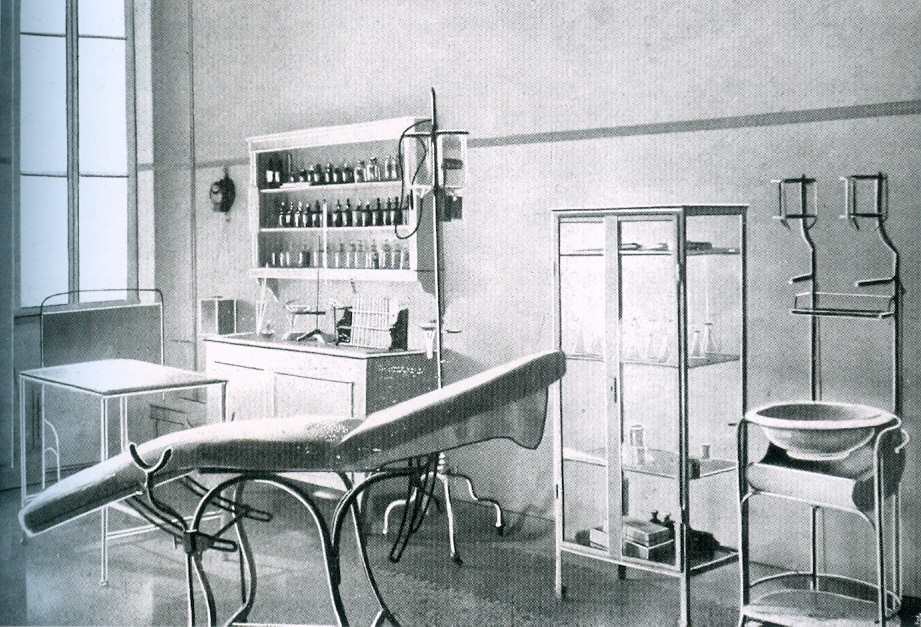
Sala medica
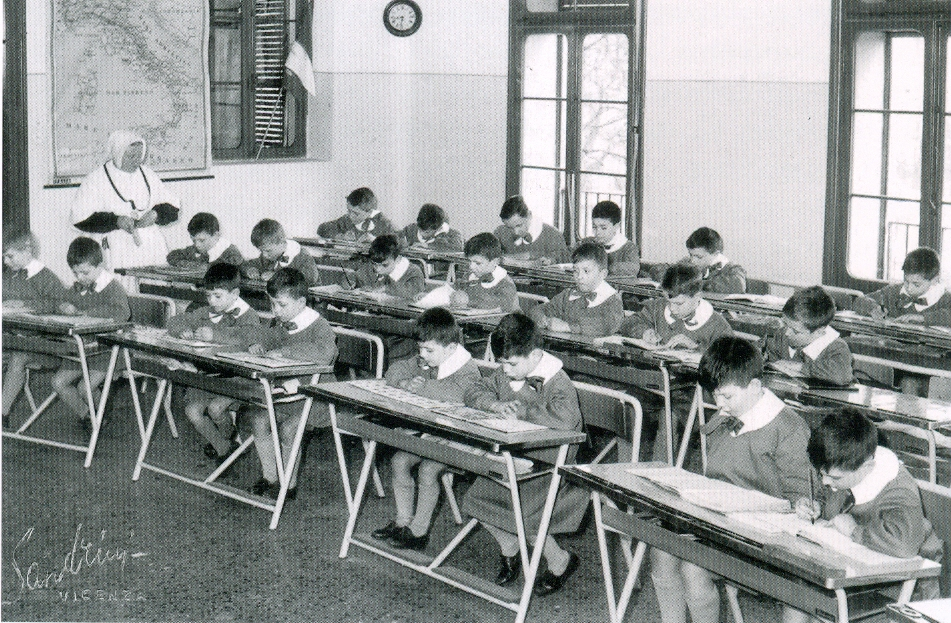
Sala doposcuola
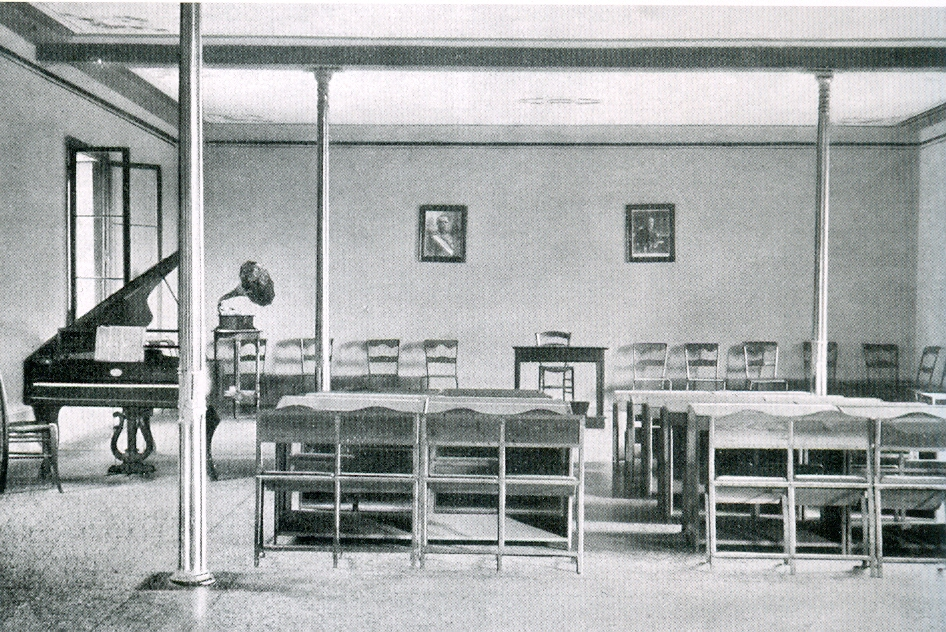
Sala musica
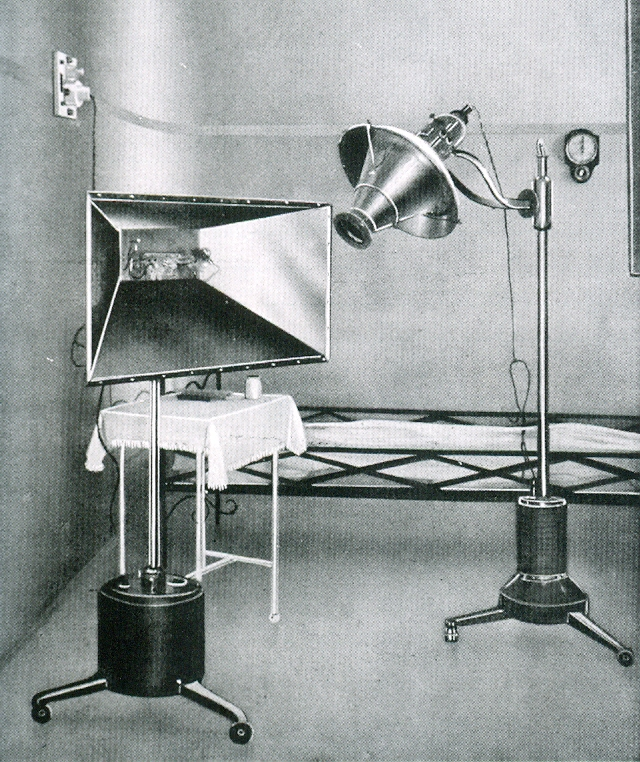
Gabinetto di elioterapia

Nel secondo dopoguerra continuò l'ammodernamento delle attrezzature e la formazione professionale del personale; l'Amministrazione provinciale di Vicenza acquistò una villa di Asiago trasformandola nella colonia Aurora per i bambini dell'istituto. In esso nel 1955 erano ancora presenti 54 fanciulli e 55 fra lattanti e bambini piccoli. Un segnale delle migliorate condizioni degli assistiti fu il decremento del tasso di mortalità, ormai pari a quello di tutta la popolazione infantile.
Nel 1958 il nome dell'istituto venne modificato in quello di Istituto Provinciale di Assistenza all'Infanzia della provincia di Vicenza (IPAI). In quel periodo il numero di accoglienze subì un incremento di circa il 20%, non più dovuto a ragioni di abbandono - i figli di ignoti rappresentavano ormai solo il 3-4% - ma al fatto che le madri nubili, pur riconoscendo il bambino, si trovavano in disagiate condizioni e senza lavoro.
L'anno successivo fu aperto, all'interno del San Rocco, un reparto gestanti nubili di 8-10 letti, dove venivano accolte le donne a partire dal quinto mese di gravidanza; esso assorbì l'iniziativa privata in favore delle gestanti nubili, promossa qualche anno prima da don Giovanni Zarantonello, cappellano dell'istituto, e denominata Casa della Gran Madre. Venne infine deciso di riservare l'istituto ai soli bambini inferiori ai 6 anni di età, trasferendo gli altri agli orfanotrofi della città e provincia, in modo da mescolarli agli altri e togliere loro di dosso il marchio dell'illegittimità: un ulteriore passo per dare attuazione a quella Dichiarazione dei diritti del bambino, approvata nel 1959 dall'Assemblea Generale delle Nazioni Unite e che affermava il diritto di ogni bambino a crescere in modo sano e normale sul piano fisico, intellettuale, morale, spirituale e sociale in condizioni di libertà e dignità.
Il vero cambiamento venne però dall'approvazione della legge 431 del 1967 sull'adozione speciale - la prima delle leggi che si susseguirono sull'adozione - che abbatté radicalmente il numero dei bambini presenti in istituto, 139 dei quali furono dati in adozione nei primi 4 anni di attuazione della legge stessa. Seguirono altre innovazioni: nel 1972 furono istituiti sei gruppi famiglia con piccoli appartamenti autosufficienti; nello stesso anno fu istituito all'interno del San Rocco un asilo nido e poco fuori, la scuola materna San Rocco, entrambi aperti ai bambini esterni e interni. La presenza in istituto, che dal 1970 si era ridotta mediamente a circa una trentina di bambini, ormai divenne solo un momento transitorio di accoglienza in situazioni di emergenza, per il breve tempo necessario ai servizi sociali di trovare una sistemazione in ambito familiare. Ulteriori modifiche legislative da una parte, la possibilità di fruire di una rete di servizi sociali e sanitari sempre più efficienti dall'altra, portò infine all'estinzione dell'IPAI, che cessò di esistere nel 1993.

## Gli Orfanotrofi della città di Vicenza

### Età moderna

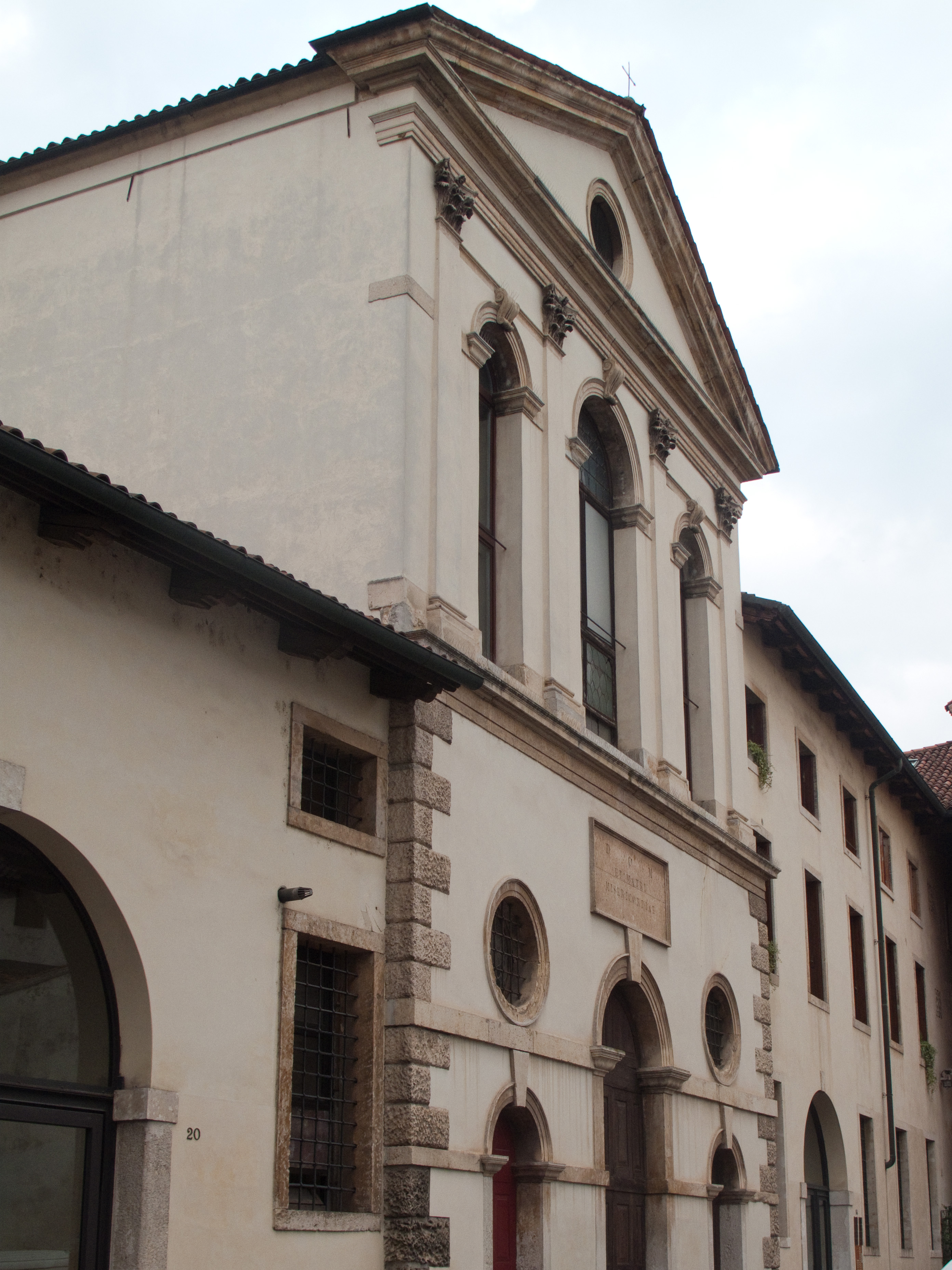
Ospedale della Misericordia - facciata della chiesa

Nella prima metà del Cinquecento - in sintonia con il periodo di stabilità sociale e di relativo benessere garantito dalla Serenissima - sorsero in città nuovi ospedali e ospizi e, nello stesso tempo, anche quelli esistenti passarono da un'accoglienza poco differenziata a una netta specializzazione delle loro funzioni.
L'ospedale della Misericordia, pur continuando ad accogliere e curare gli infermi, diventò a partire dal 1528 principalmente un asilo per orfani ed un ospizio per trovatelli: nel 1563 gli infermi vennero trasferiti nell'ospedale di Sant'Antonio e i trovatelli nell'ospedale di San Marcello.

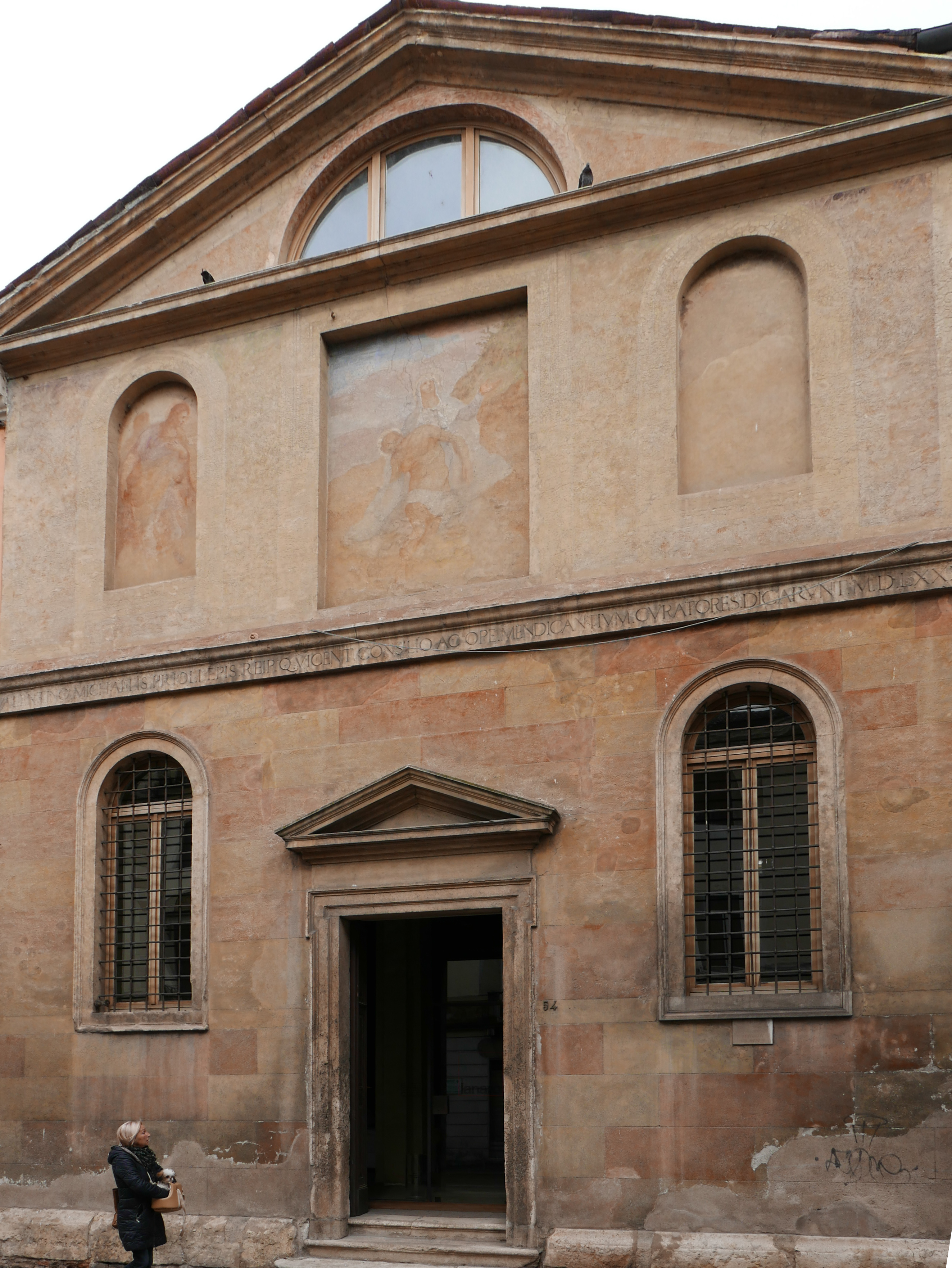
Ospedale di San Valentino in borgo San Felice - facciata della chiesa

Nella seconda metà del Cinquecento, per eliminare il disturbo causato dal numero crescente di mendicanti e vagabondi, soprattutto fanciulli, che affollavano le strade, le piazze, le chiese - o meglio, per toglierlo da sotto gli occhi - il comune di Vicenza individuato un terreno e alcune case fuori della porta del Castello, fece costruire l'ospedale di San Valentino, progetto al quale aderirono il vescovo e ben 242 famiglie patrizie vicentine. Nel 1580 l'ospedale dei mendicanti era in funzione e risultava articolato in un dormitorio per i fanciulli e uno per le fanciulle; qualche decennio più tardi accoglieva oltre 150 minori.

### In età contemporanea
Dopo il riordino del sistema assistenziale, avvenuto con il decreto vicereale del 1806, l'orfanotrofio della Misericordia - allora maschile e femminile - passò in gestione alla Congregazione di Carità cittadina.
Nel 1812 qui giunsero anche gli ultimi ragazzi ospiti dell'ospedale di San Valentino, che veniva chiuso, e alcuni decenni dopo, in seguito alla soppressione degli ospizi femminili del Soccorsetto nel 1859 e delle Zitelle nel 1865, vi arrivarono pure le rispettive ospiti.
L'eccessivo affollamento della Misericordia rese perciò necessaria una nuova sede per la sezione maschile dell'orfanotrofio, che fu trasferita dapprima nell'ex convento delle Cappuccine e poi a San Domenico.

#### Orfanotrofio femminile della Misericordia
La sezione femminile rimase nella sede storica della Misericordia, affidata a maestre ed educatrici alle quali, nel 1894, subentrarono le suore dorotee, le quali ne raccolsero l'eredità e ne continuarono l'opera anche nella nuova sede costruita ex novo, per una capienza di 90 posti, sul monte Crocetta, dove l'istituto fu trasferito nel 1966.
In veste moderna accoglieva, per darvi educazione ed istruzione, a convitto o a semiconvitto, fanciulle e giovinette "orfane od in stato di abbandono o che versino in pericolo morale, le quali non possano essere convenientemente aiutate in seno alla loro famiglia". Negli ultimi anni e fino alla soppressione avvenuta negli anni settanta, vi vennero accolti anche maschi, in particolare fratelli delle ragazze ospiti, in età di scuola elementare.

#### Orfanotrofio maschile di San Domenico
L'orfanotrofio maschile, staccatosi dalla Misericordia, iniziò la propria vita autonoma nel 1861. Dopo qualche anno trascorso nell'ex convento delle Cappuccine sotto la direzione dei padri Pavoniani, fu trasferito dal 1875 nell'attiguo ex convento di San Domenico, opportunamente risistemato.
Aveva lo scopo di accogliere, per darvi educazione ed istruzione, a convitto od a semiconvitto, ragazzi e giovani "orfani od in stato di abbandono, i quali non possano essere convenientemente aiutati in seno alla loro famiglia".
Dal 1943 l'Istituto assunse l'attuale denominazione di "Istituto allievo ufficiale pilota Alessandro Rossi" a seguito della donazione effettuata nel 1941 dal barone Carlo Rossi. Nell'Istituto venne fuso, nell'anno 1956, il Patronato Fanciulli fondato nel 1845 presso l'allora Casa di Ricovero (ora Istituto "Ottavio Trento") "per accogliervi, durante il giorno, fanciulli e ragazzi per toglierli dall'ozio e dal vagabondaggio e dare loro lavoro, vitto ed istruzione", e che già era stato trasferito nella sede di Via San Domenico fin dal 1881.
Dal 1977 l'Istituto smise di funzionare come orfanotrofio e lo stabile divenne prima scuola pubblica, poi sede del Conservatorio Arrigo Pedrollo.

## Gli orfanotrofi del vicentino
- Bassano del Grappa - Orfanotrofio maschile Marco Cremona e Orfanotrofio femminile Pirani-Cremona
- Lonigo - Istituto parrocchiale delle orfanelle
- Schio - Orfanotrofio maschile e femminile
- Thiene - Orfanotrofi maschile e femminile Chilesotti-Velo